# Ecnomus wellsae
Ecnomus wellsae là một loài Trichoptera trong họ Ecnomidae. Chúng phân bố ở miền Australasia.